# Nun lob, mein Seel, den Herren

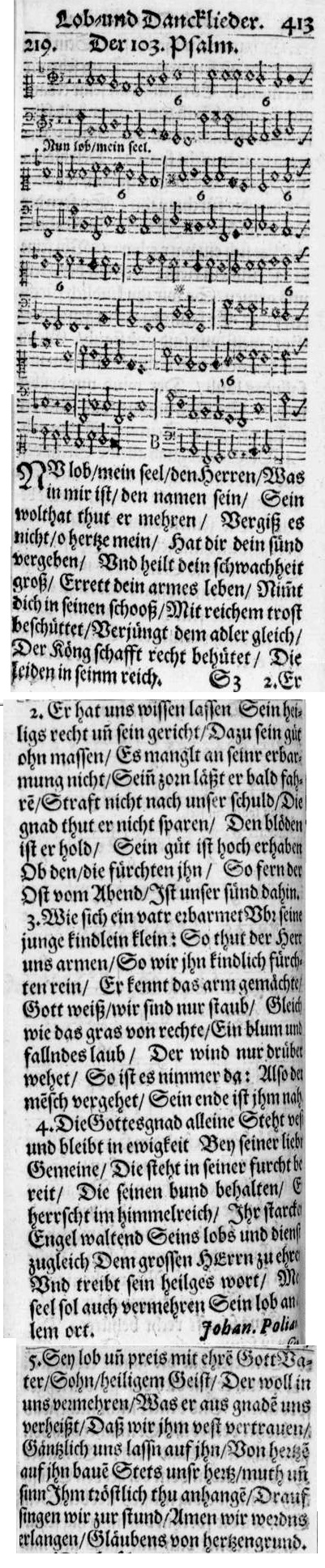
Nun lob, mein Seel, den Herren mit Melodie und beziffertem Bass in Johann Crügers Praxis Pietatis Melica (1653)

Nun lob, mein Seel, den Herren ist ein lutherisches Kirchenlied. Den Text schrieb Johann Gramann vor 1540 als Nachdichtung von Psalm 103. Die Melodieⓘ erschien 1540 bei Hans Kugelmann.

## Entstehung und Rezeption
Nachdem Martin Luther die ersten reformatorischen Psalmlieder geschrieben hatte, folgten bald verschiedene Autoren seinem Beispiel. Laut einer auf Martin Chemnitz zurückgeführten Überlieferung war es Albrecht, der erste lutherische Herzog von Preußen, der Gramann schon 1525, also zeitgleich mit dessen Berufung nach Königsberg, um eine Nachdichtung von Psalm 103 bat; Albrecht habe das Lied auch auf seinem Sterbebett gesungen. Gustav Adolf von Schweden ließ es am 24. April 1632 beim ersten lutherischen Gottesdienst nach der Eroberung Augsburgs singen. Und am 25. Oktober 1648 stimmte das Volk auf dem Marktplatz von Osnabrück spontan Nun lob, mein Seel, den Herren an, als der Westfälische Friede verkündet wurde. Jahrhundertelang gehörte es zu den populärsten evangelischen Kirchenliedern und wurde vielfach musikalisch bearbeitet. Johann Sebastian Bach schuf neben mehreren Choralharmonisierungen (unter anderem für die Kantaten Wir danken dir, Gott, wir danken dir BWV 29 und Gottlob! nun geht das Jahr zu Ende BWV 28.2) einen kontrapunktischen Motettensatz (Singet dem Herrn ein neues Lied, BWV 225, Strophe 2) und einen konzertanten Solosatz (BWV 51.4).

## Inhalt
Gramann folgt in seinen vier zwölfzeiligen Strophen eng der biblischen Vorlage. Wie sie ist das Lied eine (Selbst-)Aufforderung zum Lob des Herrn für all seine Wohltaten an seinen sterblichen Geschöpfen und an seinem Volk, an erster Stelle für die Vergebung der Sünden. Die fünfte Strophe eines unbekannten Verfassers wurde 1555 hinzugefügt; sie paraphrasiert das Gloria Patri, mit dem in den christlichen Liturgien jeder Psalm endet. 

## Textzusammenschau
| Psalm 103 (Luther 1984) | Liedtext (EG 289) |
| Lobe den Herrn, meine Seele, und was in mir ist, seinen heiligen Namen! Lobe den Herrn, meine Seele, und vergiss nicht, was er dir Gutes getan hat: der dir alle deine Sünde vergibt und heilet alle deine Gebrechen, der dein Leben vom Verderben erlöst, der dich krönet mit Gnade und Barmherzigkeit, der deinen Mund fröhlich macht und du wieder jung wirst wie ein Adler. Der Herr schafft Gerechtigkeit und Recht allen, die Unrecht leiden. | 1. Nun lob, mein Seel, den Herren, was in mir ist, den Namen sein. Sein Wohltat tut er mehren, vergiss es nicht, o Herze mein. Hat dir dein Sünd vergeben und heilt dein Schwachheit groß, errett′ dein armes Leben, nimmt dich in seinen Schoß, mit reichem Trost beschüttet, verjüngt, dem Adler gleich; der Herr schafft Recht, behütet, die leidn in seinem Reich. |
| Er hat seine Wege Mose wissen lassen, die Kinder Israel sein Tun. Barmherzig und gnädig ist der Herr, geduldig und von großer Güte. Er wird nicht für immer hadern noch ewig zornig bleiben. Er handelt nicht mit uns nach unsern Sünden und vergilt uns nicht nach unsrer Missetat. Denn so hoch der Himmel über der Erde ist, lässt er seine Gnade walten über denen, die ihn fürchten. So fern der Morgen ist vom Abend, lässt er unsre Übertretungen von uns sein. | 2. Er hat uns wissen lassen sein herrlich Recht und sein Gericht, dazu sein Güt ohn Maßen, es mangelt an Erbarmung nicht; sein′ Zorn lässt er wohl fahren, straft nicht nach unsrer Schuld, die Gnad tut er nicht sparen, den Schwachen ist er hold; sein Güt ist hoch erhaben ob den′, die fürchten ihn; so fern der Ost vom Abend, ist unsre Sünd dahin.             |
| Wie sich ein Vater über Kinder erbarmt, so erbarmt sich der Herr über die, die ihn fürchten. Denn er weiß, was für ein Gebilde wir sind; er gedenkt daran, dass wir Staub sind. Ein Mensch ist in seinem Leben wie Gras, er blüht wie eine Blume auf dem Felde; wenn der Wind darüber geht, so ist sie nimmer da, und ihre Stätte kennt sie nicht mehr. | 3. Wie sich ein Mann erbarmet ob seiner jungen Kindlein klein, so tut der Herr uns Armen, wenn wir ihn kindlich fürchten rein. Er kennt das arm Gemächte und weiß, wir sind nur Staub, ein bald verwelkt Geschlechte, ein Blum und fallend Laub: Der Wind nur drüber wehet, so ist es nimmer da, also der Mensch vergehet, sein End, das ist ihm nah.                  |
| Die Gnade aber des Herrn währt von Ewigkeit zu Ewigkeit über denen, die ihn fürchten, und seine Gerechtigkeit auf Kindeskind bei denen, die seinen Bund halten und gedenken an seine Gebote, dass sie danach tun. Der Herr hat seinen Thron im Himmel errichtet, und sein Reich herrscht über alles. Lobet den Herrn, ihr seine Engel, ihr starken Helden, die ihr seinen Befehl ausrichtet, dass man höre auf die Stimme seines Wortes! Lobet den Herrn, alle seine Heerscharen, seine Diener, die ihr seinen Willen tut! Lobet den Herrn, alle seine Werke, an allen Orten seiner Herrschaft! Lobe den Herrn, meine Seele! | 4. Die Gottesgnad alleine steht fest und bleibt in Ewigkeit bei seiner lieben G′meine, die steht in seiner Furcht bereit, die seinen Bund behalten. Er herrscht im Himmelreich. Ihr starken Engel, waltet seins Lobs und dient zugleich dem großen Herrn zu Ehren und treibt sein heiligs Wort! Mein Seel soll auch vermehren sein Lob an allem Ort.                   |
| Ehre sei dem Vater und dem Sohn und dem Heiligen Geist, wie im Anfang, so auch jetzt und allezeit und in Ewigkeit. Amen. | 5. Sei Lob und Preis mit Ehren Gott Vater, Sohn und Heilgem Geist! Der wolle in uns mehren, was er aus Gnaden uns verheißt, dass wir ihm fest vertrauen, uns gründen ganz auf ihn, von Herzen auf ihn bauen, dass unser Mut und Sinn ihm allezeit anhangen. Drauf singen wir zur Stund: Amen, wir werden′s erlangen, glaubn wir von Herzengrund.                       |

## Melodie
Die Melodie, in ungetrübtem Dur und im schwingenden 6/4-Takt gehalten, ist dem Psalmlied erstmals 1540 in Hans Kugelmanns Concentus novi trium vocum unterlegt und gilt als dessen Schöpfung. Dabei ging Kugelmann wahrscheinlich von einer kürzeren und einfacheren Volksweise aus, die zwar erst 1582 in der Straßburger Sammlung Christliche Reuterlieder belegt ist – dort mit dem Text Wer Gott will recht vertrauen –, jedoch als bedeutend älter gilt. Diese wurde 1893 von Franz Magnus Böhme mit dem ebenfalls aus dem 16. Jahrhundert stammenden weltlichen Liedtext Weiß mir ein Blümlein blaue verbunden, weshalb dieser Liedanfang in heutigen Gesangbüchern als Vorlage für Kugelmanns Melodie genannt wird.